# Iutjip kkonminam
Iutjip kkonminam (Hangul: 이웃집 꽃미남) – południowokoreański serial telewizyjny emitowany na antenie tvN. Serial był emitowany w poniedziałki i wtorki o 23:00 od 7 stycznia do 26 lutego 2013 roku, liczy 16 odcinków. Główne role odgrywają w nim Park Shin-hye, Yoon Shi-yoon i Kim Ji-hoon. Powstał w oparciu o webtoon Naneun maeil geuleul humchyeobonda (Hangul: 나는 매일 그를 훔쳐본다) autorstwa Yoo Hyun-sook.
Serial przedstawia Go Dok-mi (Park Shin-hye), samotną dziewczynę, która nigdy nie wychodzi z domu, ale pewnego dnia zostaje przyłapana przez innego mężczyznę, jak podgląda swojego sąsiada po drugiej stronie ulicy. Wyraźnie zaciekawiony tą sytuacją postanawia się do niej zbliżyć. Niedługo potem bohaterka za namową sąsiada postanawia otworzyć się na nowe doświadczenia i wyjść z domu. Była to trzecia część serii „Oh! Boy” stacji tvN o tzw. „Flower Boys”, skierowana do nastoletnich odbiorców, jego kontynuacją był serial Yeon-aejojakdan: Cyrano (2014).

## Obsada

### Główna
- Park Shin-hye jako Go Dok-mi
- Yoon Shi-yoon jako Enrique Geum
- Kim Ji-hoon jako Oh Jin-rak

### W pozostałych rolach
- Go Kyung-pyo jako Oh Dong-hoon
- Park Soo-jin jako Cha Do-hwi
- Kim Yoon-hye jako Yoon Seo-young
- Kim Jung-san jako Han Tae-joon
- Mizuta Kōki jako Watanabe Ryu
- Kim Seul-gie jako Kim Seul-gi
- Lee Dae-yeon jako Hong Soon Chul
- Kim So-yi jako Im Jung
- Kim Seul-gi jako menadżer z wydawnictwa
- Jo Hyun-kyu jako nauczyciel z liceum
- Kim Da-ye jako Bae-bok
- Seo Eun-ah jako Eun-ah
- Hong Seo-young jako stewardesa
- Lee Jong-hyuk guru z Hongdae (cameo, odc. 1)
- Park Se-young (cameo, odc. 16)
- Kim Woo-joo (gościnnie)
- Kwon Hyuk-soo (gościnnie)
- Gong Jung-hwan (gościnnie)

## Nominacje
| Rok  | Nagroda      | Kategoria                             | Wynik     |
| ---- | ------------ | ------------------------------------- | --------- |
| 2016 | tvN10 Awards | Romantic-Comedy Queen (Park Shin-hye) | Nominacja |